# Xanthorhoe ascotata
Xanthorhoe ascotata är en fjärilsart som beskrevs av Felder 1875. Xanthorhoe ascotata ingår i släktet Xanthorhoe och familjen mätare. Inga underarter finns listade i Catalogue of Life.